# Schlotheimia longicaulis
Schlotheimia longicaulis är en bladmossart som beskrevs av Brotherus in Herzog 1916. Schlotheimia longicaulis ingår i släktet Schlotheimia och familjen Orthotrichaceae. Inga underarter finns listade i Catalogue of Life.